# Lille Pendulum
Lille Pendulum är en ö i Grönland (Kungariket Danmark). Den ligger i den östra delen av Grönland, 1 700 km nordost om huvudstaden Nuuk. Arean är 57 kvadratkilometer.
Terrängen på Lille Pendulum är kuperad. Öns högsta punkt är 617 meter över havet. Den sträcker sig 12,7 kilometer i nord-sydlig riktning, och 8,7 kilometer i öst-västlig riktning.  Trakten runt Lille Pendulum består i huvudsak av gräsmarker.